# Wahlkreis Savona (Camera dei deputati)
Der Wahlkreis Savona war von 1993 bis 2005 und ist seit 2017 wieder ein Wahlkreis (italienisch collegio elettorale) für die Wahl der Abgeordnetenkammer.

## Von 1993 bis 2005

### Wahlkreisgebiet
Der Wahlkreis umfasste 15 Gemeinden: Albissola Marina, Albisola Superiore, Cairo Montenotte, Celle Ligure, Dego, Giusvalla, Mioglia, Piana Crixia, Pontinvrea, Quiliano, Sassello, Savona, Stella, Urbe und Vado Ligure.

### Wahlergebnisse

#### Parlamentswahl 1994

##### Direktstimmen
| Kandidaten               | Kandidaten                | Parteien                                 | Stimmen | %    |
| ------------------------ | ------------------------- | ---------------------------------------- | ------- | ---- |
|                          | Michele Del Gaudiogewählt | Progressisti                             | 38.189  | 39,4 |
|                          | Cristoforo Canavese       | Polo delle Libertà (FI – LN – CCD – UdC) | 34.023  | 35,1 |
|                          | Cesare Donini             | Patto per l’Italia                       | 12.430  | 12,8 |
|                          | Mauro Ghione              | Alleanza Nazionale                       | 6.869   | 7,1  |
|                          | Carlo Rebagliati          | Lista Marco Pannella – Riformatori       | 5.529   | 5,7  |
| Gesamt                   | Gesamt                    | Gesamt                                   | 97.040  | 100  |
|                          |                           |                                          |         |      |
| Ungültige Stimmen        | Ungültige Stimmen         | Ungültige Stimmen                        | 7.580   | 7,2  |
| Wähler                   | Wähler                    | Wähler                                   | 104.620 | 91,1 |
| Wahlberechtigte          | Wahlberechtigte           | Wahlberechtigte                          | 114.878 |      |
|                          |                           |                                          |         |      |
| Quelle: Innenministerium |                           |                                          |         |      |

##### Listenstimmen
| Parteien                             | Parteien             | Parteien                           | Stimmen | %    |
| ------------------------------------ | -------------------- | ---------------------------------- | ------- | ---- |
|                                      | Progressisti         | Partito Democratico della Sinistra | 23.881  | 24,3 |
| Partito della Rifondazione Comunista | Progressisti         | 9.810                              | 10,0    |      |
| Federazione dei Verdi                | Progressisti         | 2.528                              | 2,6     |      |
| La Rete                              | Progressisti         | 1.531                              | 1,6     |      |
| Partito Socialista Italiano          | Progressisti         | 1.517                              | 1,5     |      |
| Alleanza Democratica                 | Progressisti         | 1.167                              | 1,2     |      |
| ↳ Gesamt                             | Progressisti         | 40.434                             | 41,1    |      |
|                                      | Polo delle Libertà   | Forza Italia                       | 20.453  | 20,8 |
| Lega Nord                            | Polo delle Libertà   | 10.309                             | 10,5    |      |
| ↳ Gesamt                             | Polo delle Libertà   | 30.762                             | 31,3    |      |
|                                      | Patto per l’Italia   | Partito Popolare Italiano          | 7.482   | 7,6  |
| Patto Segni                          | Patto per l’Italia   | 5.994                              | 6,1     |      |
| ↳ Gesamt                             | Patto per l’Italia   | 13.476                             | 13,7    |      |
|                                      | Alleanza Nazionale   | Alleanza Nazionale                 | 6.404   | 6,5  |
|                                      | Lista Marco Pannella | Lista Marco Pannella               | 6.058   | 6,2  |
|                                      | Patto di Solidarietà | Patto di Solidarietà               | 1.200   | 1,2  |
| Gesamt                               | Gesamt               | Gesamt                             | 98.334  | 100  |
|                                      |                      |                                    |         |      |
| Ungültige Stimmen                    | Ungültige Stimmen    | Ungültige Stimmen                  | 6.299   | 6,0  |
| Wähler                               | Wähler               | Wähler                             | 104.633 | 91,1 |
| Wahlberechtigte                      | Wahlberechtigte      | Wahlberechtigte                    | 114.878 |      |
|                                      |                      |                                    |         |      |
| Quelle: Innenministerium             |                      |                                    |         |      |

#### Parlamentswahl 1996

##### Direktstimmen
| Kandidaten               | Kandidaten             | Parteien            | Stimmen | %    |
| ------------------------ | ---------------------- | ------------------- | ------- | ---- |
|                          | Maura Camoiranogewählt | L’Ulivo             | 50.365  | 54,3 |
|                          | Enrico Mozzoni         | Polo per le Libertà | 31.372  | 33,8 |
|                          | Gugliemo Giusti        | Lega Nord           | 10.983  | 11,8 |
| Gesamt                   | Gesamt                 | Gesamt              | 92.720  | 100  |
|                          |                        |                     |         |      |
| Ungültige Stimmen        | Ungültige Stimmen      | Ungültige Stimmen   | 7.357   | 7,4  |
| Wähler                   | Wähler                 | Wähler              | 100.077 | 88,0 |
| Wahlberechtigte          | Wahlberechtigte        | Wahlberechtigte     | 113.748 |      |
|                          |                        |                     |         |      |
| Quelle: Innenministerium |                        |                     |         |      |

##### Listenstimmen
| Parteien                                          | Parteien                             | Parteien                             | Stimmen | %    |
| ------------------------------------------------- | ------------------------------------ | ------------------------------------ | ------- | ---- |
|                                                   | L’Ulivo                              | Partito Democratico della Sinistra   | 26.354  | 28,1 |
| Rinnovamento Italiano                             | L’Ulivo                              | 5.625                                | 6,0     |      |
| Popolari per Prodi (PPI – SVP – PRI – UD – Prodi) | L’Ulivo                              | 4.926                                | 5,3     |      |
| Federazione dei Verdi                             | L’Ulivo                              | 2.230                                | 2,4     |      |
| ↳ Gesamt                                          | L’Ulivo                              | 39.135                               | 41,8    |      |
|                                                   | Polo per le Libertà                  | Forza Italia                         | 16.718  | 17,8 |
| Alleanza Nazionale                                | Polo per le Libertà                  | 10.227                               | 10,9    |      |
| CCD – CDU                                         | Polo per le Libertà                  | 3.532                                | 3,8     |      |
| ↳ Gesamt                                          | Polo per le Libertà                  | 30.477                               | 32,5    |      |
|                                                   | Partito della Rifondazione Comunista | Partito della Rifondazione Comunista | 10.746  | 11,5 |
|                                                   | Lega Nord                            | Lega Nord                            | 9.965   | 10,6 |
|                                                   | Lista Pannella – Sgarbi              | Lista Pannella – Sgarbi              | 2.869   | 3,1  |
|                                                   | Partito Socialista                   | Partito Socialista                   | 493     | 0,5  |
| Gesamt                                            | Gesamt                               | Gesamt                               | 93.685  | 100  |
|                                                   |                                      |                                      |         |      |
| Ungültige Stimmen                                 | Ungültige Stimmen                    | Ungültige Stimmen                    | 6.392   | 6,4  |
| Wähler                                            | Wähler                               | Wähler                               | 100.077 | 88,0 |
| Wahlberechtigte                                   | Wahlberechtigte                      | Wahlberechtigte                      | 113.748 |      |
|                                                   |                                      |                                      |         |      |
| Quelle: Innenministerium                          |                                      |                                      |         |      |

#### Parlamentswahl 2001

##### Direktstimmen
| Kandidaten               | Kandidaten            | Parteien           | Stimmen | %    |
| ------------------------ | --------------------- | ------------------ | ------- | ---- |
|                          | Massimo Zuninogewählt | L’Ulivo            | 46.475  | 53,6 |
|                          | Piero Astengo         | Casa delle Libertà | 33.848  | 39,0 |
|                          | Gugliemo Giusti       | Lista Di Pietro    | 3.999   | 4,6  |
|                          | Romano Pintus         | Democrazia Europea | 2.388   | 2,8  |
| Gesamt                   | Gesamt                | Gesamt             | 86.710  | 100  |
|                          |                       |                    |         |      |
| Ungültige Stimmen        | Ungültige Stimmen     | Ungültige Stimmen  | 6.021   | 6,5  |
| Wähler                   | Wähler                | Wähler             | 92.731  | 84,3 |
| Wahlberechtigte          | Wahlberechtigte       | Wahlberechtigte    | 109.980 |      |
|                          |                       |                    |         |      |
| Quelle: Innenministerium |                       |                    |         |      |

##### Listenstimmen
| Parteien                               | Parteien                             | Parteien                             | Stimmen | %    |
| -------------------------------------- | ------------------------------------ | ------------------------------------ | ------- | ---- |
|                                        | L’Ulivo                              | Democratici di Sinistra              | 22.719  | 26,1 |
| La Margherita (Dem – PPI – RI – Udeur) | L’Ulivo                              | 10.589                               | 12,2    |      |
| Partito dei Comunisti Italiani         | L’Ulivo                              | 2.855                                | 3,3     |      |
| Il Girasole (FdV – SDI)                | L’Ulivo                              | 1.810                                | 2,1     |      |
| ↳ Gesamt                               | L’Ulivo                              | 37.973                               | 43,7    |      |
|                                        | Casa delle Libertà                   | Forza Italia                         | 23.338  | 26,8 |
| Alleanza Nazionale                     | Casa delle Libertà                   | 6.237                                | 7,2     |      |
| Lega Nord                              | Casa delle Libertà                   | 3.613                                | 4,2     |      |
| CCD – CDU                              | Casa delle Libertà                   | 1.646                                | 1,9     |      |
| Nuovo PSI                              | Casa delle Libertà                   | 911                                  | 1,0     |      |
| ↳ Gesamt                               | Casa delle Libertà                   | 35.745                               | 41,1    |      |
|                                        | Partito della Rifondazione Comunista | Partito della Rifondazione Comunista | 5.443   | 6,3  |
|                                        | Lista Di Pietro                      | Lista Di Pietro                      | 3.433   | 3,9  |
|                                        | Lista Emma Bonino                    | Lista Emma Bonino                    | 2.707   | 3,1  |
|                                        | Democrazia Europea                   | Democrazia Europea                   | 1.466   | 1,7  |
|                                        | Paese Nuovo                          | Paese Nuovo                          | 126     | 0,1  |
|                                        | Abolizione Scorporo                  | Abolizione Scorporo                  | 64      | 0,1  |
| Gesamt                                 | Gesamt                               | Gesamt                               | 86.957  | 100  |
|                                        |                                      |                                      |         |      |
| Ungültige Stimmen                      | Ungültige Stimmen                    | Ungültige Stimmen                    | 5.790   | 6,2  |
| Wähler                                 | Wähler                               | Wähler                               | 92.747  | 84,3 |
| Wahlberechtigte                        | Wahlberechtigte                      | Wahlberechtigte                      | 109.980 |      |
|                                        |                                      |                                      |         |      |
| Quelle: Innenministerium               |                                      |                                      |         |      |

## Von 2017 bis 2020

### Wahlkreisgebiet
Der Wahlkreis umfasste 56 Gemeinden: 49 von 69 Gemeinden der Provinz Savona (Albisola Superiore, Albissola Marina, Altare, Balestrino, Bardineto, Bergeggi, Boissano, Borghetto Santo Spirito, Borgio Verezzi, Bormida, Cairo Montenotte, Calice Ligure, Calizzano, Carcare, Celle Ligure, Cengio, Cosseria, Dego, Finale Ligure, Giustenice, Giusvalla, Loano, Magliolo, Mallare, Massimino, Millesimo, Mioglia, Murialdo, Noli, Orco Feglino, Osiglia, Pallare, Piana Crixia, Pietra Ligure, Plodio, Pontinvrea, Quiliano, Rialto, Roccavignale, Sassello, Savona, Spotorno, Stella, Toirano, Tovo San Giacomo, Urbe, Vado Ligure, Varazze und Vezzi Portio) und 7 von 67 Gemeinden der Metropolitanstadt Genua (Arenzano, Campo Ligure, Cogoleto, Masone, Mele, Rossiglione und Tiglieto).

### Wahlergebnisse

#### Parlamentswahl 2018
| Kandidaten               | Kandidaten          | Stimmen | %    | Listen                                      | Stimmen | %    |
| ------------------------ | ------------------- | ------- | ---- | ------------------------------------------- | ------- | ---- |
|                          | Sara Foscologewählt | 54.785  | 38,0 | Lega                                        | 30.844  | 21,4 |
| Forza Italia             | Sara Foscologewählt | 54.785  | 38,0 | 18.052                                      | 12,5    |      |
| Fratelli d’Italia        | Sara Foscologewählt | 54.785  | 38,0 | 4.801                                       | 3,3     |      |
| Noi con l’Italia – UDC   | Sara Foscologewählt | 54.785  | 38,0 | 1.088                                       | 0,8     |      |
|                          | Leda Volpi          | 42.293  | 29,4 | Movimento 5 Stelle                          | 42.293  | 29,4 |
|                          | Gianluigi Granero   | 35.220  | 24,4 | Partito Democratico                         | 29.577  | 20,5 |
| +Europa                  | Gianluigi Granero   | 35.220  | 24,4 | 4.436                                       | 3,1     |      |
| Italia Europa Insieme    | Gianluigi Granero   | 35.220  | 24,4 | 749                                         | 0,5     |      |
| Civica Popolare          | Gianluigi Granero   | 35.220  | 24,4 | 458                                         | 0,3     |      |
|                          | Daniela Tedeschi    | 5.792   | 4,0  | Liberi e Uguali                             | 5.792   | 4,0  |
|                          | Giovanni Maramotti  | 1.837   | 1,3  | Potere al Popolo!                           | 1.837   | 1,3  |
|                          | Gianni Cerruti      | 1.385   | 1,0  | CasaPound Italia                            | 1.385   | 1,0  |
|                          | Danilo Pichetto     | 969     | 0,7  | Partito Comunista                           | 969     | 0,7  |
|                          | Franco Melchiorre   | 582     | 0,4  | Il Popolo della Famiglia                    | 582     | 0,4  |
|                          | Giorgio Cavallero   | 392     | 0,3  | Per una Sinistra Rivoluzionaria (SCR – PCL) | 392     | 0,3  |
|                          | Simona Conti        | 363     | 0,3  | Partito Valore Umano                        | 363     | 0,3  |
|                          | Saverio Murgia      | 338     | 0,2  | 10 Volte Meglio                             | 338     | 0,2  |
|                          | Carmen Stan         | 119     | 0,1  | Partito Repubblicano Italiano – ALA         | 119     | 0,1  |
| Gesamt                   | Gesamt              | 144.075 | 100  |                                             | 144.075 | 100  |
|                          |                     |         |      |                                             |         |      |
| Ungültige Stimmen        | Ungültige Stimmen   | 5.165   | 3,5  |                                             |         |      |
| Wähler                   | Wähler              | 149.240 | 74,4 |                                             |         |      |
| Wahlberechtigte          | Wahlberechtigte     | 200.481 |      |                                             |         |      |
|                          |                     |         |      |                                             |         |      |
| Quelle: Innenministerium |                     |         |      |                                             |         |      |

## Seit 2020

### Wahlkreisgebiet
| Wahlkreise – Camera dei deputati – Ligurien | Wahlkreise – Camera dei deputati – Ligurien | Wahlkreise – Camera dei deputati – Ligurien                                                                             |
| Provinz                                     | Provinz                                     | Gemeinden nach Provinzen ⮞ Wahlkreis                                                                                    |
| ------------------------------------------- | ------------------------------------------- | --- |
|                                             | Metropolitanstadt Genua (67 Gemeinden)      | Teil Genuas ⮞ Wahlkreis Genua – Municipio I 21 + Teil Genuas ⮞ Wahlkreis Genua – Municipio VII 31 ⮞ Wahlkreis La Spezia |
|                                             | Provinz Imperia (66 Gemeinden)              | alle ⮞ Wahlkreis Savona                                                                                                 |
|                                             | Provinz La Spezia (32 Gemeinden)            | alle ⮞ Wahlkreis La Spezia                                                                                              |
|                                             | Provinz Savona (69 Gemeinden)               | 55 ⮞ Wahlkreis Savona 13 ⮞ Wahlkreis Genua – Municipio VII                                                              |

Der Wahlkreis umfasst 121 Gemeinden:
- 55 Gemeinden der Provinz Savona (Alassio, Albenga, Altare, Andora, Arnasco, Balestrino, Bardineto, Bergeggi, Boissano, Borghetto Santo Spirito, Borgio Verezzi, Bormida, Calice Ligure, Calizzano, Carcare, Casanova Lerrone, Castelbianco, Castelvecchio di Rocca Barbena, Cengio, Ceriale, Cisano sul Neva, Cosseria, Erli, Finale Ligure, Garlenda, Giustenice, Laigueglia, Loano, Magliolo, Mallare, Massimino, Millesimo, Murialdo, Nasino, Noli, Onzo, Orco Feglino, Ortovero, Osiglia, Pallare, Pietra Ligure, Plodio, Quiliano, Rialto, Roccavignale, Savona, Spotorno, Stellanello, Testico, Toirano, Tovo San Giacomo, Vado Ligure, Vendone, Vezzi Portio, Villanova d’Albenga und Zuccarello);
- alle 66 Gemeinden der Provinz Imperia.

### Wahlergebnisse

#### Parlamentswahl 2022
| Kandidaten                          | Kandidaten          | Stimmen | %    | Listen                                                  | Stimmen | %    |
| ----------------------------------- | ------------------- | ------- | ---- | ------------------------------------------------------- | ------- | ---- |
|                                     | Edoardo Rixigewählt | 98.293  | 50,2 | Fratelli d’Italia                                       | 55.986  | 28,6 |
| Lega per Salvini Premier            | Edoardo Rixigewählt | 98.293  | 50,2 | 22.656                                                  | 11,6    |      |
| Forza Italia                        | Edoardo Rixigewählt | 98.293  | 50,2 | 15.406                                                  | 7,9     |      |
| Noi Moderati                        | Edoardo Rixigewählt | 98.293  | 50,2 | 4.245                                                   | 2,2     |      |
|                                     | Marina Lombardi     | 49.058  | 25,0 | Partito Democratico – Italia Democratica e Progressista | 34.253  | 17,5 |
| Alleanza Verdi e Sinistra           | Marina Lombardi     | 49.058  | 25,0 | 7.362                                                   | 3,8     |      |
| +Europa                             | Marina Lombardi     | 49.058  | 25,0 | 6.420                                                   | 3,3     |      |
| Impegno Civico – Centro Democratico | Marina Lombardi     | 49.058  | 25,0 | 1.023                                                   | 0,5     |      |
|                                     | Giovanni Spalla     | 20.903  | 10,7 | Movimento 5 Stelle                                      | 20.903  | 10,7 |
|                                     | Desirée Negri       | 13.329  | 6,8  | Azione – Italia Viva                                    | 13.329  | 6,8  |
|                                     | Silvia Arcari       | 5.939   | 3,0  | Italexit per l’Italia                                   | 5.939   | 3,0  |
|                                     | Francesco Nappi     | 3.163   | 1,6  | Italia Sovrana e Popolare                               | 3.163   | 1,6  |
|                                     | Alberto Gabrielli   | 3.010   | 1,5  | Unione Popolare                                         | 3.010   | 1,5  |
|                                     | Lucia Canepa        | 2.019   | 1,0  | Vita                                                    | 2.019   | 1,0  |
|                                     | Marco Padovani      | 246     | 0,1  | Noi di Centro – Europeisti                              | 246     | 0,1  |
| Gesamt                              | Gesamt              | 195.960 | 100  |                                                         | 195.960 | 100  |
|                                     |                     |         |      |                                                         |         |      |
| Ungültige Stimmen                   | Ungültige Stimmen   | 9.871   | 4,8  |                                                         |         |      |
| Wähler                              | Wähler              | 205.831 | 62,2 |                                                         |         |      |
| Wahlberechtigte                     | Wahlberechtigte     | 330.873 |      |                                                         |         |      |
|                                     |                     |         |      |                                                         |         |      |
| Quelle: Innenministerium            |                     |         |      |                                                         |         |      |